# Серафим (Нікітін)
Митрополит Серафим (в миру Володимир Миронович Нікітін; 2 липня 1905, Санкт-Петербург — 22 квітня 1979, Ленінград) — єпископ Російської православної церкви, митрополит Крутицький та Коломенський у 1971—1977 роках.

## Біографія
Народився 2 липня 1905 року у Петербурзі у родині службовця. У 1928 році закінчив Державний архітектурний інститут.
Під час Німецько-радянської війни служив у лавах РСЧА. Із1945 по 1951 роки — на цивільній службі.
У листопаді 1951 року митрополитом Ленінградським і Новгородським Григорієм був висвячений на диякона, а незабаром і на священика та призначений в Спасо-Преображенський собор Ленінграда.
Із 1951 по 1960 рік був членом будівельного комітету Ленінградської єпархії, секретарем правління виробничих майстерень Ленінградського єпархіального управління, єпархіальним архітектором.
У 1958 році закінчив заочний сектор Ленінградської духовної академії зі званням кандидата богослов'я.
Із 1961 по липень 1962 року — секретар сектору заочної середньої та вищої богословської освіти Ленінградської духовної академії та семінарії, священик Микільського храму на Георгієвському кладовищі в Ленінграді.
30 березня 1962 призначений благочинним 5-го (Кінгісеппського) округу Ленінградської єпархії.
13 червня 1962 року Священний синод назначив його єпископом Курським та Бєлгородським.
26 червня 1962 року в Псковсько-Печорському монастирі пострижений у чернецтво з ім'ям Серафим, 1 липня того ж року зведений у сан архімандрита.
7 липня 1962 року в Успенському соборі Троїце-Сергієвої лаври відбулося наречення архімандрита Серафима (Нікітіна) в єпископа Курського і Бєлгородського. Чин наречення здійснювали: митрополит Ленінградський та Ладозький Пимен, архієпископ Ярославський та Ростовський Никодим (Ротов), архієпископ Можайський Леонід (Поляков), єпископ Дмитровський Кипріян (Зернов) і єпископ Таллінський та Естонський Алексій (Рідігер).
8 липня 1962 року в Успенському соборі Троїце-Сергієвої лаври тими ж архієреями хіротонізований на єпископа Курського та Білгородського.
Із 8 по 27 лютого 1968 тимчасово керував Воронезькою єпархією.
25 лютого 1968 року зведений у сан архієпископа.
25 червня 1970 року призначений членом комісії Священного синоду для підготовки Помісного собору Російської православної церкви.
25 серпня того ж року призначено головою господарського управління Московського патріархату.
25 червня 1971 року архієпископ Курський та Бєлгородський Серафим призначений митрополитом Крутицьким та Коломенським, постійним членом Священного синоду. При цьому патріарх Пимен попросив архієпископа Питирима (Нєчаєва) «поступитися» митрополиту Успенський храму Новодівичого монастиря, «тому що у нього були хворі ноги і йому важко було їздити в якусь іншу церкву».
У жовтні 1971 року приїжджав до Ленінграда на святкування 25-річчя відновлення духовних шкіл, але на акті не виступав і в богослужінні не брав участі.
29 липня 1974 року згідно з поданим проханням за станом здоров'я митрополита Серафима було звільнено від обов'язків голови господарського управління Московської патріархії.
Його діяльність як архієрея проходила у руслі державної політики. У 1974 році офіційно, через публікацію в «Правді», підтримав висилку з СРСР Олександра Солженіцина. Митрополит Серафим неухильно виконував усі рекомендації Ради у справах релігій. Ним було прийнято рішення про заборону у служінні в 1976 році дисидентського священика Димитрія Дудко.
11 червня 1977 року звільнений на спокій згідно з проханням (у зв'язку з погіршенням стану здоров'я).
Помер вночі 22 квітня 1979 року на свято Великодня в Спасо-Преображенському соборі в Ленінграді (поблизу якого жив і куди зазвичай приходив молитися в останні роки свого життя) під час Божественної літургії.
Наступного дня труна з тілом спочившого ієрарха, одягненою за чином, була поставлена в Спасо-Преображенському соборі. 24 квітня Божественну літургію, а потім відспівування покійного ієрарха, звершили митрополит Ленінградський та Новгородський Антоній, архієпископ Виборзький Кирило (Гундяєв), єпископ Тихвінський Мелітон (Соловйов). У відспівуванні взяли участь клірики Ленінграда та Ленінградської єпархії, Ленінградських духовних шкіл.
Похоронений на Георгієвському кладовищі в Ленінграді.

## Публікації
- «Основные черты догматического учения св. ап. Павла в его Послании к Римлянам». (Кандидатський твір).
- «Речь при наречении во епископа Курского». // ЖМП. 1962, № 8, с.6.
- «Отщепенцу — презрение народа» // «Правда» від 16 лютого 1974 року
- «Поучение в неделю 32-ю по Пятидесятнице». // ЖМП. 1975, № 4, с. 25-26.
- «В день празднования в честь Казанской иконы Божией Матери». // ЖМП. 1977, № 7, с. 27-28.